# Anselme de Lucques
Pour les articles homonymes, voir Saint Anselme.
Anselme de Baggio ou Anselme de Lucques (né v. 1035 à Baggio, maintenant un quartier de la périphérie ouest de Milan et mort le 18 mars 1086 à Mantoue) est un religieux catholique italien du Moyen Âge, évêque de Lucques, qui fut un réformateur et un canoniste du XIe siècle. Il a été reconnu saint par l'Église catholique, qui le célèbre le 18 mars.

## Biographie
Né à Baggio, dans l'actuelle province de Milan (Italie) vers 1035, Anselme de Lucques est le neveu du pape Alexandre II. En 1062, il est nommé par son oncle évêque de Lucques et est créé cardinal-prêtre. Celui-ci l'envoie en Allemagne recevoir l'investiture de l'empereur du Saint-Empire Henri IV, mais Anselme refuse l'investiture laïque.
En 1073, Grégoire VII le nomme de nouveau évêque de Lucques. Cette fois, il accepte l'investiture mais peu après, démissionne et se retire dans une abbaye bénédictine. Le pape lui ordonne de retourner à Lucques. Anselme s'exécute, et il tente de réformer le chapitre local. En 1081, il est expulsé par l'antipape Guibert. Il devient ensuite légat en Lombardie, chargé de tous les diocèses laissés sans évêque par la querelle des Investitures.
Il meurt le 18 mars 1086 à Mantoue, ville dont il devient le saint patron.
Anselme est l'auteur d'ouvrages d'exégèse et de traités d'ecclésiologie, comme son Contra Guibertum et sequaces ejus qui s'oppose à l'investiture laïque. Il a également compilé une collection de canons qui seront intégrés dans le Décret de Gratien.